# Canton de Tavernes
Le canton de Tavernes est une division administrative française située dans le département du Var et la région Provence-Alpes-Côte d’Azur.

## Géographie
Ce canton est organisé autour de Tavernes dans l’arrondissement de Brignoles. Son altitude varie de 267 mètres (Sillans-la-Cascade) à 982 mètres (Moissac-Bellevue) pour une altitude moyenne de 500 mètres.

## Histoire
De 1833 à 1848, les cantons de Barjols et de Tavernes avaient le même conseiller général. Le nombre de conseillers généraux était limité à 30 par département.

## Représentation

### Conseillers généraux de 1833 à 2015
| Période         | Période           | Identité                        | Étiquette              | Qualité                                                                                            |
| --------------- | ----------------- | ------------------------------- | ---------------------- | -------------------------------------------------------------------------------------------------- |
| 1833            | 1848              | Joseph François Pascal Mathieu  |                        | Fabricant de papiers Maire de Barjols                                                              |
| 1848            | 1852              | Auguste Hubert Napoléon Veyan   |                        | Avoué à Brignoles, conseiller d'arrondissement Ancien conseiller général du Canton de Cotignac     |
| 1852            | 1861              | Victor Jean François Layet      |                        | Notaire à Aups                                                                                     |
| 1861            | 1870              | Jean Michel Carles              |                        | Avocat, doyen honoraire de la Faculté de droit d'Aix-en-Provence                                   |
| 1870            | 1870              | Célestin Gariel                 | Républicain            | Notaire - Maire de Régusse, conseiller d'arrondissement                                            |
| 1870            | 1871              | Gabriel Denans                  |                        | Menuisier à Montmeyan                                                                              |
| 1871            | 1883 (décès)      | Célestin Gariel                 | Républicain            | Notaire - Maire de Régusse                                                                         |
| 1883            | 1886              | Louis Joseph de Sigaud de Bresc | Droite                 | Avocat - Maire de Moissac-Bellevue                                                                 |
| 1886            | 1887 (annulation) | Mathieu Albert Quod             | Républicain            | Médecin major de l'Armée en retraite à Tavernes                                                    |
| 1887            | 1892              | Louis Joseph de Sigaud de Bresc | Droite                 | Avocat - Maire de Moissac-Bellevue                                                                 |
| 1892            | 1919              | Joseph Jean François Layet      | Républicain            | Avocat, juge de paix - Propriétaire à Aups                                                         |
| 1919            | 1937 (décès)      | Prosper Sicard                  | Soc.ind. puis USR      | Ingénieur des travaux publics en retraite à Montmeyan                                              |
| 1937            | 1940              | Gabriel Escudier                | SFIO                   | Receveur-contrôleur de l'enregistrement à Riez                                                     |
| 1943            | 1945              | Émile Reynier                   |                        | Maire de Montmeyan Nommé conseiller départemental en 1943                                          |
| 1945            | 1962 (décès)      | Gabriel Escudier                | SFIO puis UNR puis DVD | Maire de Tavernes (1945 → 1962) Député (1958 → 1962) Élection annulée avant le décès de G.Escudier |
| 29 juillet 1962 | 1985              | Clément Denans (1909 → 1996)    | SFIO puis PS           | Cultivateur Maire de Montmeyan (1945 → 1983), ancien conseiller d'arrondissement                   |
| 1985            | 2004              | Louis Fabre                     | DVD                    | Maire de Montmeyan (1989 → 2001)                                                                   |
| 2004            | 2011              | Jean Bacci                      | UMP                    | Cultivateur, producteur d'olives Maire de Moissac-Bellevue (1995 → 2020)                           |
| 2011            | 2015              | Louis Reynier                   | LR                     | Commerçant Maire de Montmeyan (2001 → ) Élu en 2015 dans le canton de Flayosc                      |

### Conseillers d'arrondissement (de 1833 à 1940)
| Période                                  | Période | Identité                                 | Étiquette   | Qualité |
| ---------------------------------------- | ------- | ---------------------------------------- | ----------- | --- |
| 1833                                     | 1842    | Antoine-Thomas Gaze (1798-1873)          |             | Propriétaire, maire de Tavernes                                                                             |
| 1842                                     | 1848    | Auguste-Hubert-Napoléon Véyan            |             | Avoué à Brignoles                                                                                           |
| 1848                                     | 1861    | Hilarion Garcin (1807-1868)              |             | Greffier de la justice de paix à Barjols                                                                    |
| 1861                                     | 1864    | Louis-Joseph-Marie Mariny (1800-1875)    |             | Percepteur, maire de Tavernes                                                                               |
| 1864                                     | 1870    | Célestin Gariel                          | Républicain | Notaire à Régusse                                                                                           |
| 1870                                     | 1874    | Joseph-Frédéric-Antoine Gaze (1832-1893) |             | Avoué à Draguignan, juge de paix aux Mées (Basses-Alpes)                                                    |
| 1874                                     | 1880    | Fortuné Bourjac (1823-1896)              |             | Propriétaire, maire de Tavernes                                                                             |
| 1880                                     | 1886    | Marius Barlatier (1837-1895)             |             | Propriétaire à Tavernes                                                                                     |
| 1886                                     |         | Fortuné Nicolas (1850-1920)              |             | Menuisier, maire de Montmeyan, juge de paix à Tavernes                                                      |
|                                          |         |                                          |             | |
| 1919                                     |         | Henri Jean                               |             | Agriculteur à Fox-Amphoux                                                                                   |
|                                          |         |                                          |             | |
|                                          |         | Auguste Bagarry                          |             | Maire de Moissac                                                                                            |
| 1937                                     | 1940    | Clément Denans                           | SFIO        | Cultivateur à Montmeyan                                                                                     |
| 1940                                     |         |                                          |             | Les conseils d'arrondissement ont été suspendus par la loi du 12 octobre 1940 et n'ont jamais été réactivés |
| Les données manquantes sont à compléter. |         |                                          |             | |

## Composition
Le canton de Tavernes groupe sept communes et compte 5 633 habitants (recensement de 2010 sans doubles comptes).
| Nom                  | Code Insee | Intercommunalité                          | Superficie (km2) | Population (dernière pop. légale) | Densité (hab./km2) |
| -------------------- | ---------- | ----------------------------------------- | ---------------- | --------------------------------- | ------------------ |
| Tavernes (chef-lieu) | 83135      | CC Provence Verdon                        | 31,15            | 1 360 (2014)                      | 44                 |
| Artignosc-sur-Verdon | 83005      | CC Lacs et Gorges du Verdon               | 18,53            | 328 (2014)                        | 18                 |
| Fox-Amphoux          | 83060      | CC Provence Verdon                        | 40,76            | 486 (2014)                        | 12                 |
| Moissac-Bellevue     | 83078      | CC Lacs et Gorges du Verdon               | 20,59            | 299 (2014)                        | 15                 |
| Montmeyan            | 83084      | CC Provence Verdon                        | 39,43            | 580 (2014)                        | 15                 |
| Régusse              | 83102      | CC Lacs et Gorges du Verdon               | 35,30            | 2 409 (2014)                      | 68                 |
| Sillans-la-Cascade   | 83128      | CA Dracénie Provence Verdon agglomération | 20,17            | 730 (2014)                        | 36                 |

## Démographie
| 1962  | 1968  | 1975  | 1982  | 1990  | 1999  | 2006  | 2009 |
| ----- | ----- | ----- | ----- | ----- | ----- | ----- | ---- |
| 1 422 | 1 738 | 1 924 | 2 198 | 2 964 | 3 436 | 4 639 | -    |